# CMA CGM Kerguelen
Pour les articles homonymes, voir Kerguelen.
Le CMA CGM Kerguelen est un navire porte-conteneurs de la compagnie française CMA CGM. Baptisé le 12 mai 2015 au  port du Havre, il devient alors le plus gros porte-conteneurs appartenant à une compagnie maritime française mais également le plus gros porte-conteneurs naviguant sous pavillon britannique. C'est le premier des six navires de 18 000 EVP à rejoindre la flotte de la CMA CGM en 2015. À la suite du Brexit, il navigue sous pavillon de Malte.

## Caractéristiques
Il peut transporter 17 722 équivalent vingt pieds et dispose de 1 254 prises pour conteneurs réfrigérés.